# کامرشیال مکزیکانا

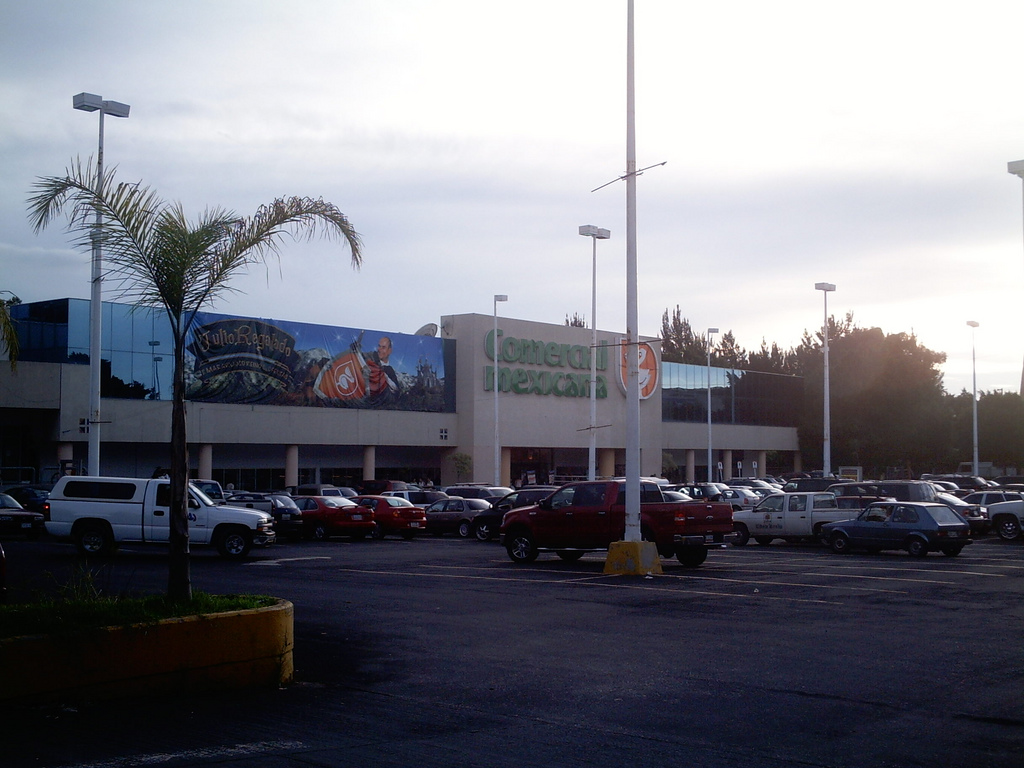
کامرشیال مکزیکانا (انگلیسی: Comercial Mexicana) شرکت خرده‌فروشی مکزیکی است، که در سال ۱۹۳۰ تأسیس شد.